# Bettina Steinke
Bettina Steinke (Biddeford, Estados Unidos, 25 de junio de 1913 - 11 de julio de 1999) fue una pintora y muralista estadounidense.

## Biografía
Nació en Biddeford, condado de Nueva York. Hija del dibujante y artista Jolly Bill Steinke, se graduó en la Bridgeport High School, y después estudió en la universidad neoyorkina de Cooper Union y en la Phoenix Art School, de la misma ciudad, donde se enfocó en el retrato.
En 1937 recibió su primer encargo importante: crear murales para el Estudio Infantil de la National Broadcasting Company (NBC)Dado su éxito, esa compañía de televisión la contrató como artista residente para retratar estrellas como el humorista Fred Allen, la cantante Kate Smith y el actor Rudy Vallee. También ilustró con sus dibujos un libro sobre la historia de la Orquesta Sinfónica de la NBC. Fueron más de 100 de sus bocetos, entre ellos el del director Arturo Toscanini.
En 1939, dejó la NBC y la Asociación Estadounidense de Compositores, Autores y Editores (ASCAP) le encargó retratos de algunos de sus miembros, como por ejemplo Jerome Kern. Durante la Segunda Guerra Mundial pintó al Presidente de Estados Unidos, Franklin D. Roosevelt y los altos militares Douglas MacArthur y Dwight D. Eisenhower. 
Steinke se casó con el fotoperiodista Don Blair en 1946. Durante la siguiente década en que el matrimonio viajó por el mundo, ella trabajó para grandes compañías, como la petrolera estadounidense Standard Oil y la Hudson's Bay Company canadiense. En 1956 se establecieron en Taos, Nuevo México, y quince años después, en Santa Fe.
En 1995, el National Cowboy & Western Heritage Museum, de Oklahoma City, organizó una gran retrospectiva de su obra, además de concederle un premio a su trayectoria. Al año siguiente, recibió el premio John Singer Sargent por su carrera, otorgado por la Society of Portrait Artists.
Su obra forma parte de las colecciones del National Cowboy & Western Heritage Museum, del Gilcrease Institute of American History and Art, del Museo de Arte Philbrook (Tulsa, Oklahoma) y del Museo de Arte Moderno de Fort Worth, Texas.